# Pilar Jurado Ruiz
Pilar Jurado (Madrid, 5 de gener de 1968) és una soprano espanyola. També és compositora i directora d'orquestra, amb activitat en múltiples gèneres musicals. Des de febrer de 2019 és la presidenta de la SGAE.

## Biografia
Pilar Jurado va néixer a Madrid. Va començar els seus estudis en el Reial Conservatori Superior de Música de Madrid en 1976 (amb 8 anys), on va cursar piano, cant, composició, musicologia, pedagogia musical i adreça d'orquestra. Va ampliar la seva formació en cursos especialitzats amb mestres com Leonardo Balada, Luis de Pablo, José Evangelista, Claudio Prieto, Javier Darias, Tom Johnson i Franco Donatoni.
En cuant a la seva experiencia a la SGAE, Pilar Jurado ha format part durant 14 anys del consell d'administració de la SGAE, és directora institucional d'arts escèniques de la Fundació SGAE y ha sigut membre del Consell de la música del ministeri de Cultura.
El seu debut en 1992 com a solista de l'òpera Antigua fe, de Luis de Pablo, li proporcionaria un gran èxit que la va portar a actuar als millors teatres operístics d'Europa, obtenint la seva consagració aquest mateix any amb la seva representació de l'òpera barroca Viento es la dicha de amor, de José de Nebra.
En 1997, actua en la primera representació que es va fer en el Teatre Real de Madrid en el seu reinauguración, amb l'òpera de Manuel de Falla La vida breve. La seva relació amb el teatre madrileny es perllonga amb vàries muntatges successius durant nombroses temporades. En 2000, Pilar Jurado debuta al Concertgebouw de Ámsterdam i en el Liceu de Barcelona en l'òpera DQ de José Luis Turina, amb muntatge de La Fura dels Baus. Jurado es fa un lloc en els teatres de tot Europa i Àsia.
Com a compositora, ha rebut nombrosos encàrrecs de diferents institucions com la Fundació Juan March o Centre per a la Difusió de la Música Contemporània, així com el Teatre Reial.
L'11 de febrer de 2011 es va realitzar l'estrena de l'òpera encàrrec del Teatre Reial, La página en blanco, sent així la primera dona de la història a veure representada una òpera en el Teatre Reial (a més de ser la primera dona a estrenar una òpera en el coliseu madrileny). L'òpera, un thriller operístic en paraules de la pròpia compositora de la seva música, va obtenir una crítica en general favorable.
El 3 de juny de 2011 va estrenar amb gran èxit a la Clerecia de Salamanca el seu treball musical Vitae mysterium, Cantata al numen que ve lo invisible, siente lo intangible y logra lo imposible, com a obra d'obertura del 7º Festival Internacional de les Arts de Castella i Lleó FÀCIL, realitzada per encàrrec del mateix Festival i de l'Orquestra Simfònica de Castella i Lleó, que va estrenar l'obra amb la col·laboració del cor Ars Nova, de Salamanca, i la Escolanía de Segòvia, actuant com a soprano la mateixa Pilar Jurado i sota la direcció de Titus Engel.
En 2013 va estrenar la seva segona òpera Mi diva sin mi, amb llibret de l'humorista Eloy Arenas, al Teatre de la Zarzuela dins del festival Operdehoy.

## Activitats filantròpiques
El 4 de desembre de 2013 Pilar Jurado va interpretar al costat del quartet de corda format per David Mata, Lavinia Moraru, María Càmera i Javier Albaré un concert dedicat a la Iniciativa “La música contra el treball infantil” del Programa Internacional per a l'Erradicació del Treball Infantil (IPEC) de l'OIT. L'escenari escollit va ser l'auditori Caixa de Música de l'espai cultural CentroCentro, situat en el Palau de Cibeles de Madrid. El 19 de juny de 2015,dins de la mateixa iniciativa, Pilar Jurado va cantar a Bilbao amb la Jove Orquestra de Leioa Arxivat 2018-04-09 a Wayback Machine. i el Cor de Nens del Conservatori de la Societat Coral de Bilbao, al Teatre Campos Elíseos en un concert organitzat per la Fundació Novia Salcedo (Projecte PEGASUS) i l'Organització Internacional del Treball, amb el lema "Targeta Vermella al Treball Infantil"

## Treballs discogràfics
Quant als seus discos, Pilar Jurado ha sabut interpretar a la música barroca amb ritmes electrònics. També barreja òpera amb ritmes de jazz, bossa nova o cançons procedents del cinema. Exemple d'aquests treballs de fusió són els discos Brazil (2002), PJ Proyect (2005), Arias de cine i Una voz de cine (tots dos de 2010).
Un altre disc on va tornar a interpretar peces clàssiques va ser L'art della coloratura (2008).
Jurado també va col·laborar per a la banda metal espanyola Mägo de Oz en el disc Ilussia (2014) en les cançons "Pensatorium" i "Ilussia".
En 2014 s'introdueix en la lírica espanyola, amb un disc d'àries d'òpera espanyola i sarsuela El diablo en el poder.
En 2015 versiona la nana "Duerme" del disc "Finisterra Opera Rock" del grup folk metal Mägo de Oz

## Premis
Pilar Jurado compta amb diversos premis, entre ells:
- Premio Iberoamericà Reina Sofía(1992)
- Premi Jacinto Guerrero (1993)
- Premi Cristóbal Halffter de Composició per òrgan (1993)
- Primer Premio SGAE (1997)
- Radio Nacional de España li va atorgar el Premio Ojo Crítico en 1998 per la seva triple faceta: cantant, compositora i directora de orquestra.
- Premi Villa de Madrid (2000)
- Premi International Women's Forum (2012)
- Premi Antena de Oro (2014)